# متحف بتري للآثار المصرية

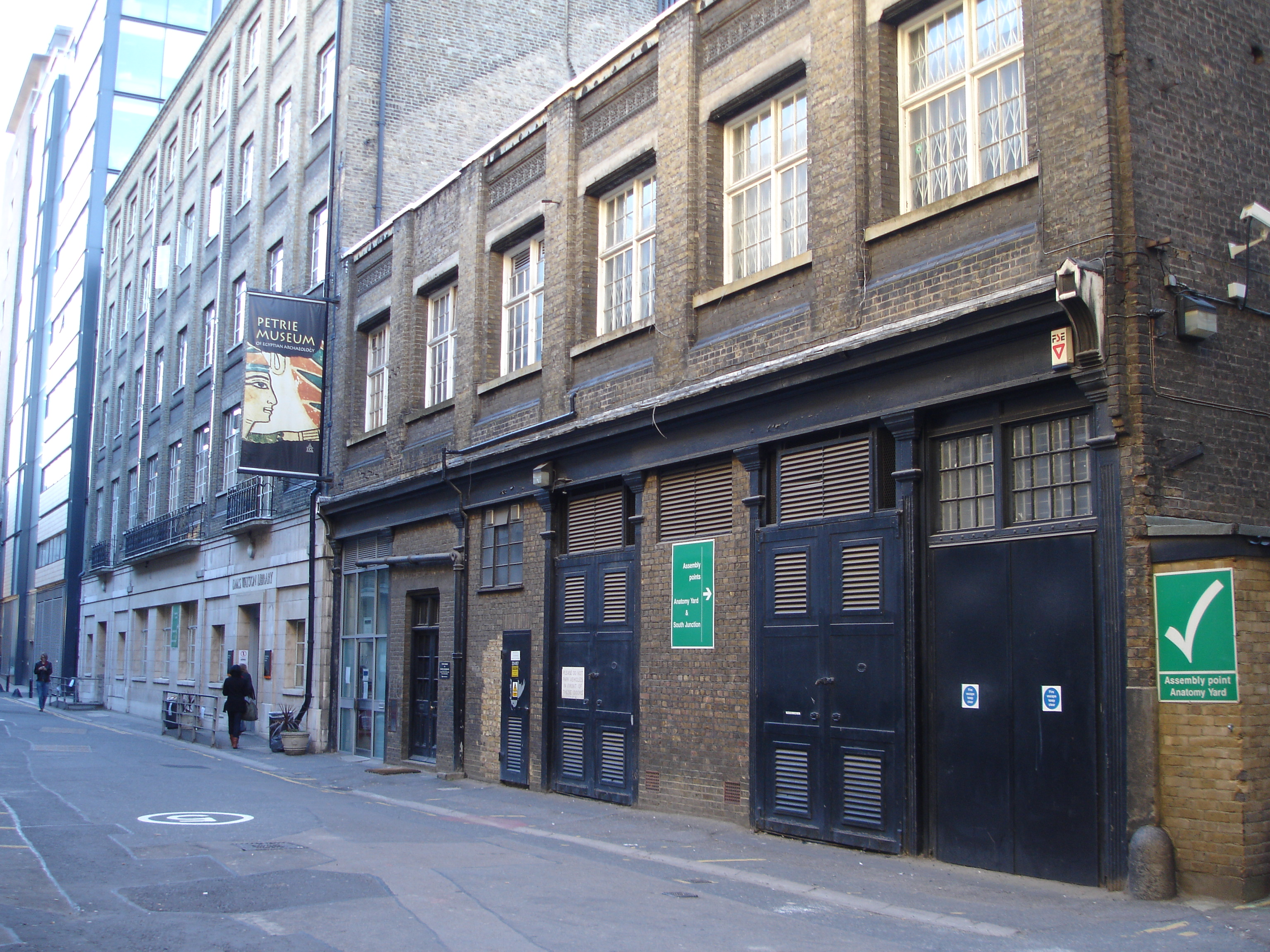
متحف بتري للآثار المصرية

متحف بتري للآثار المصرية (بالإنجليزية: Petrie Museum of Egyptian Archaeology) هو أحد المتاحف التابعة لكلية لندن الجامعية في العاصمة البريطانية لندن. يضم المتحف أكثر من 80 ألف قطعة أثرية مصرية وسودانية، وتعد مجموعته من أكبر المجموعات الأثرية المصرية خارج مصر، لا يسبقه في ذلك إلا المتحف المصري بالقاهرة والمتحف البريطاني والمتحف المصري (بالألمانية: Ägyptisches Museum) في برلين.

## تاريخ المتحف

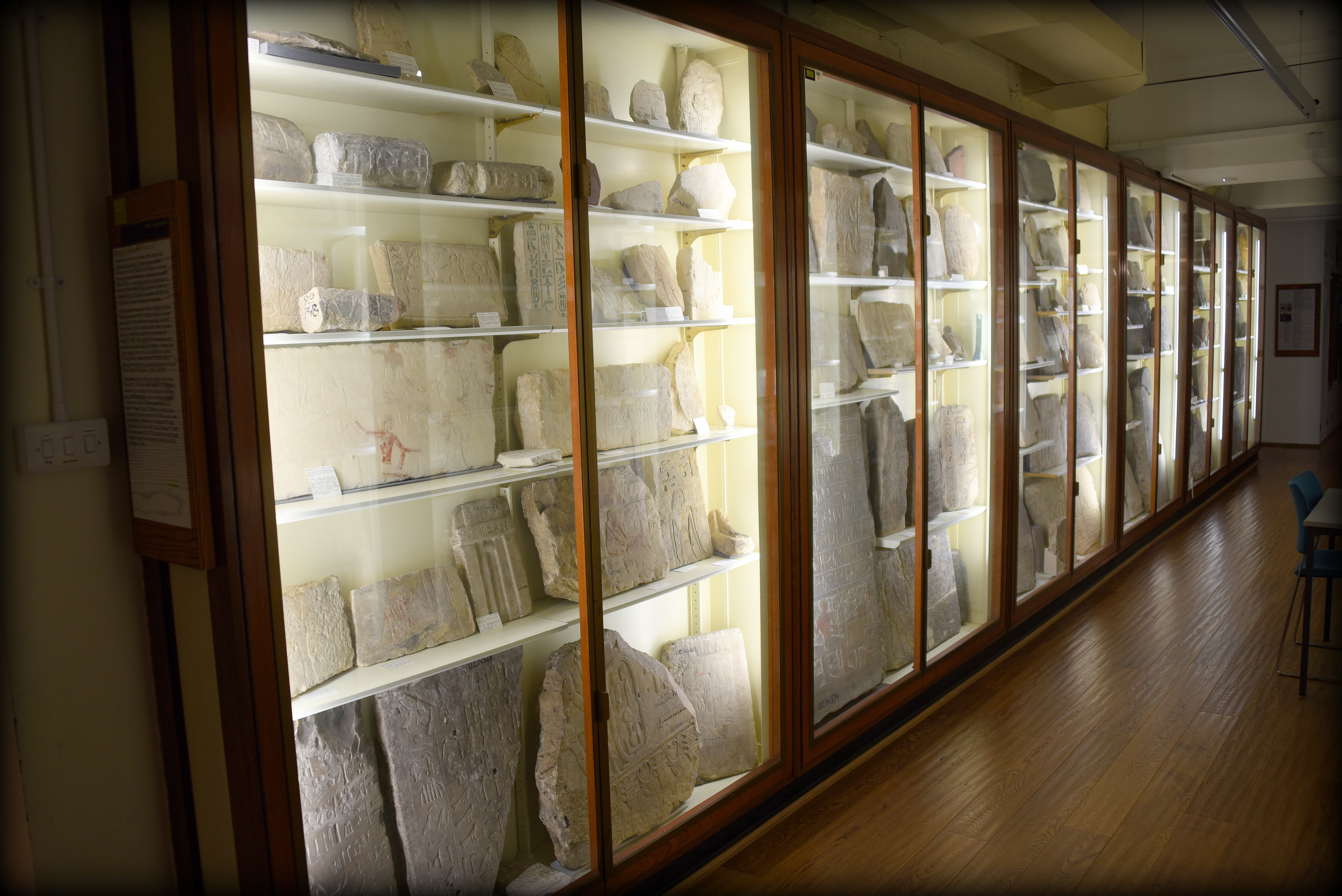
شظايا وألواح من اللوحات التذكارية في صناديق العرض

تأسس المتحف ليكون مصدرًا تعليميًا لقسم الآثار واللغة المصرية بكلية لندن الجامعية بالتزامن مع تأسيس القسم نفسه سنة 1892. كانت نواة المتحف هي مجموعة أثرية أهدتها الكاتبة أميليا إدواردز، ثم مجموعات أثرية استولى عليها البروفيسور وليم فلندرز بتري عقب حفريات قام بها، وباعها للكلية الجامعية سنة 1913، فأسهمت في زيادة مقتنيات المتحف بشكل كبير. كان بتري قد نقب عن الآثار في العديد من المواقع في مصر، من بينها مقابر هوارة التي يرجع تاريخها إلى العصر الروماني، وتل العمارنة ـ مدينة أخناتون ـ وميدوم.
نُظمت المقتنيات الأثرية والمكتبة إلى مجموعات وطُبع دليل لها عام 1915، وكان زائرو المتحف في البداية من الطلاب والأكاديميين، ولم يكن مسموحًا للجمهور بزيارته. وقد تقاعد بتري عام 1933، وخلفه تلاميذه في التنقيب عن الآثار في مصر والسودان والاستيلاء عليها وإضافتها إلى مقتنيات المتحف. نُقلت مقتنيات المتحف خارج لندن أثناء الحرب العالمية الثانية (1939 ـ 1945)، وفي مطلع الخمسينيات نُقلت إلى موقع كان فيما مضى اسطبلًا للخيول بجوار مكتبة العلوم التابعة للكلية الجامعية، وهو موقع المتحف الحالي.

## مقتنيات المتحف

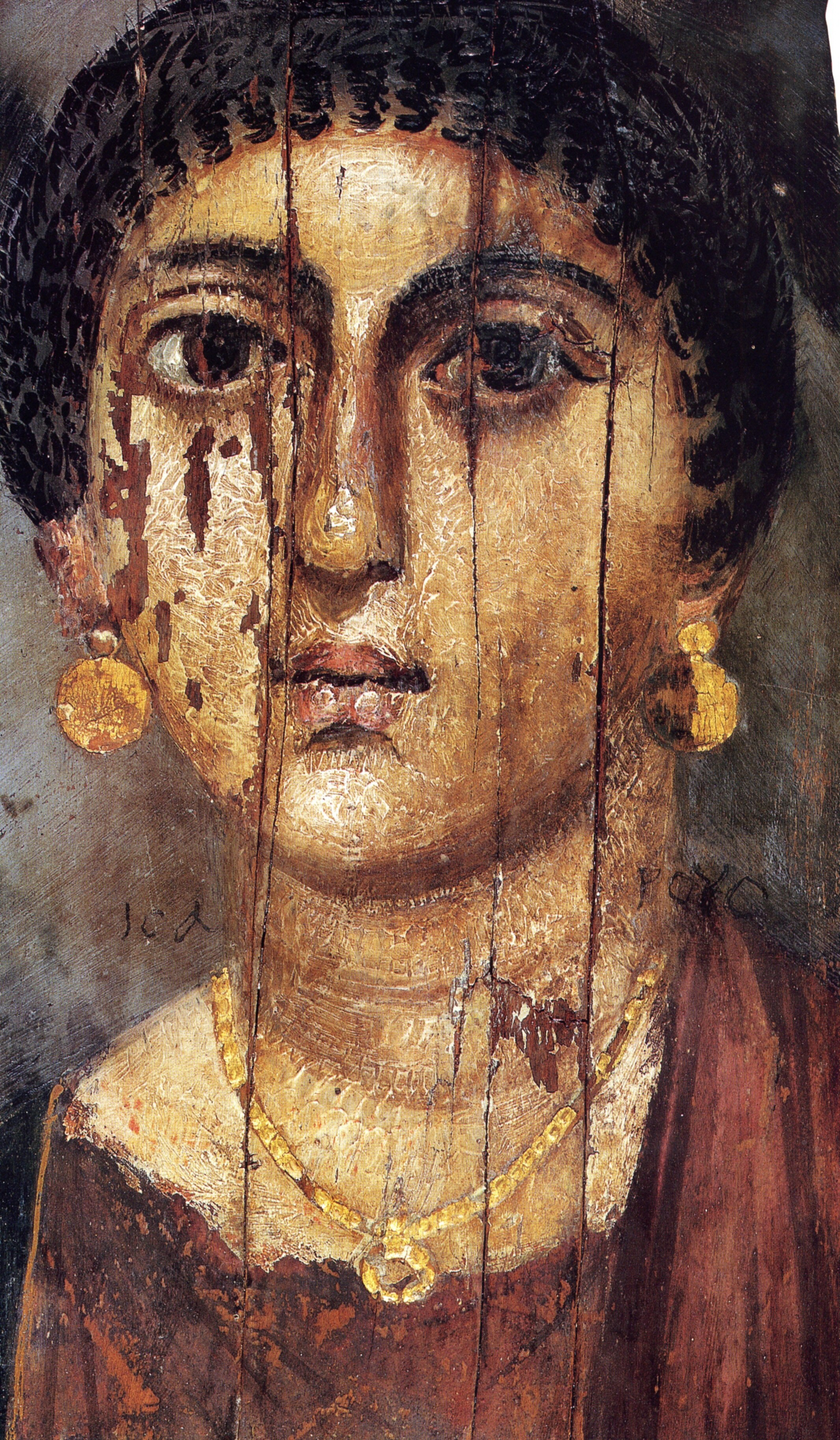
أحد وجوه الفيوم، من مقتنيات متحف بتري

يضم المتحف العديد من المقتنيات النادرة، من بينها:
- أول قطعة قماش من الكتان المصري (يرجع تاريخها إلى حوالي عام 5000 ق. م.)
- تمثالا أسدين من معبد الإله مين بمدينة قفط (يرجع تاريخهما إلى حوالي عام 3000 ق. م.)
- قطعة من أول قائمة بأسماء الملوك (يرجع تاريخها إلى حوالي عام 2900 ق. م.)
- أقدم قطعة معدنية مكتشفة في مصر
- أول بردية في أمراض النساء في التاريخ (بردية كاهون)
- رسم هندسي لمقبرة (يرجع تاريخه إلى حوالي عام 1300 ق. م.)
- قراميد ونقوش ولوحات جصية ملونة من مدينة تل العمارنة وغيرها من المدن والمقابر المصرية والنوبية[9]
- تشكيلات من الملابس الأثرية[10] من بينها ملابس راقصة من عصر بناة الأهرام (حوالي عام 2400 ق. م.) وثوبان بأكمام طويلة من العصر ذاته، ورداء مدرع من قصر منف، بالإضافة إلى جوارب وصنادل من العصر الروماني.
- مقتنيات ترجع إلى العصرين القبطي والإسلامي

## انظرأيضا
- مصر
- آثار

## وصلات خارجية
- الموقع الرسمي للمتحف
- الدليل الإلكتروني لمتحف بتري نسخة محفوظة 28 ديسمبر 2017 على موقع واي باك مشين.